# Czerwony dywan

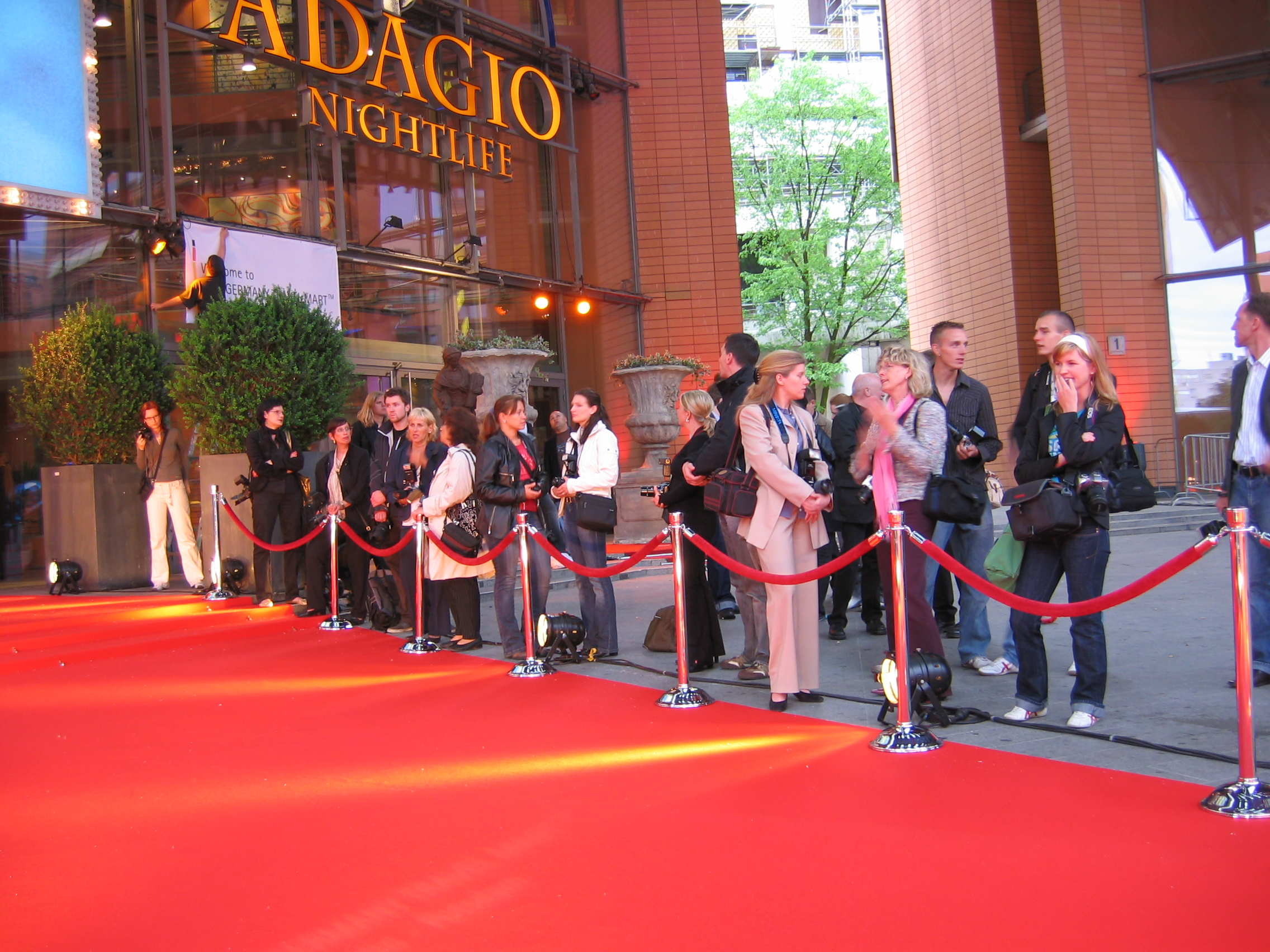
Fotoreporterzy czekający na przybycie gwiazd na czerwony dywan

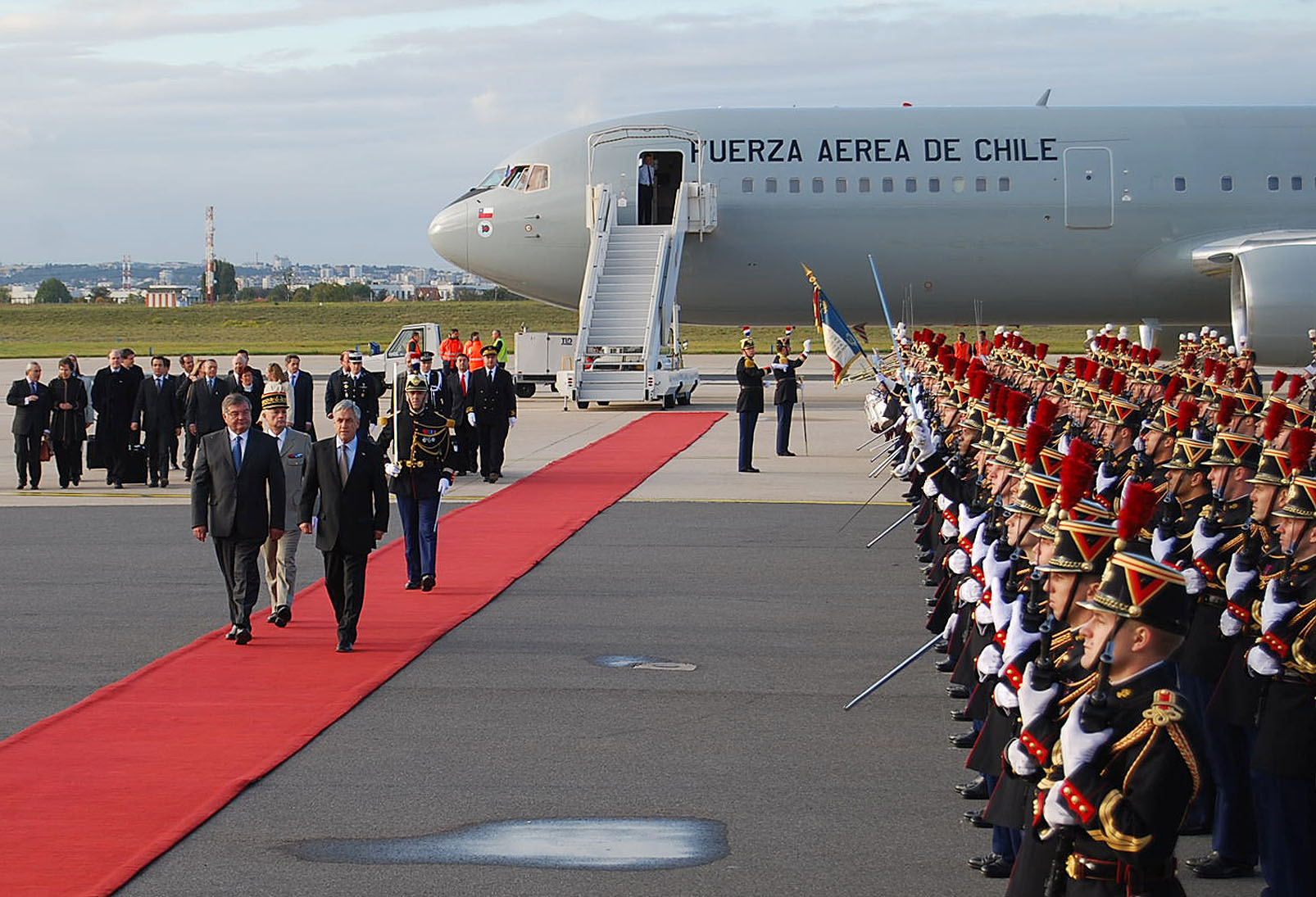
Czerwony dywan na lotnisku podczas wizyty prezydenta Chile

Czerwony dywan – dywan tradycyjnie rozkładany dla głów państw i VIP-ów.

## Historia
Kolor czerwony od czasów starożytnych wiązany był z wysokim statusem. Pierwsza znana wzmianka na temat takiego dywanu pojawia się w Oresteji Ajschylosa z V wieku p.n.e., gdzie dla wracającego z wojny trojańskiej Agamemnona zostaje rozłożony karmazynowy dywan. Na wielu renesansowych obrazach przedstawiających bóstwa, świętych lub władców były obecne czerwone dywany.
W roku 1821 amerykańskiego prezydenta Jamesa Monroego powitano w Georgetown w Karolinie Południowej rozwijając przed nim czerwony dywan gdy wychodził ze statku. Od tamtych czasów dywan w tym kolorze pozostał stałym elementem oficjalnych wizyt dygnitarzy.
Począwszy od premiery filmu Robin Hood w 1922 roku, na której pojawił się czerwony dywan, zaczął on być utożsamiany z Hollywood. W 1961 roku po raz pierwszy pojawił się na ceremonii rozdania Oscarów, choć większą międzynarodową sławę zdobył dopiero trzy lata później, w roku 1964, gdy nadawcy zdecydowali się filmować również na zewnątrz budynku i pokazać przybycie gwiazd.